# The Rising Tide of Oblivion
The Rising Tide of Oblivion è il primo album full-length del gruppo musicale tedesco Neaera distribuito il 21 marzo 2005 dalla Metal Blade Records.

## Tracce
1. The World Devourers – 4:32
2. Broken Spine – 2:53
3. Anthem of Despair – 3:36
4. Walls Instead of Bridges – 2:36
5. Where Submission Reigns – 4:21
6. From Grief ... – 0:57
7. ... To Oblivion – 3:35
8. Hibernating Reason – 3:31
9. Definition of Love – 3:15
10. Save the Drowning Child – 3:27
11. Beyond the Gates – 3:10
12. No Coming Home – 4:20
13. The Last Silence – 2:23